# Aurora Cunha
Maria Aurora Alves (Aurora) Cunha (Ronfe vlak bij Guimarães, 31 mei 1959) is een voormalige Portugese atlete, die gespecialiseerd was in de middellange en lange afstand. Ze won verschillende grote internationale marathons in haar sportcarrière. Ook nam ze tweemaal deel aan de Olympische Spelen, maar won hierbij geen medailles.

## Biografie
Haar eerste succes boekte Cunha in 1976 met het winnen van de 3000 m bij de Portugese kampioenschappen. Dit was de eerste van de vele nationale titels die ze in haar sportieve loopbaan zou winnen.
In 1983 boekte ze haar eerste internationale succes door bij de Ibero-Amerikaanse kampioenschappen in Barcelona goud te winnen op zowel de 1500 m als de 3000 m. Op de Olympische Spelen van 1984 in Los Angeles kwam ze uit op de 3000 m. Hierbij kwam ze door de kwalificatieronde met een tijd van 8.46,37. In de finale moest ze genoegen nemen met een zesde plaats in 8.46,37. In 1985 en 1986 werd ze wereldkampioene op de 15 km.
In 1988 debuteerde Aurora Cunha op de marathon. Dat jaar won ze gelijk de marathon van Parijs (2:34.56) en de marathon van Tokio (2:31.26). Ze plaatste zich hiermee voor de Olympische Spelen van Seoel, maar kwam hier niet aan de start. Vier jaar later op de Olympische Spelen van Barcelona nam ze wel deel aan de klassieke afstand, maar moest bij die gelegenheid nog voor de finish opgeven.
In Nederland geniet ze met name bekendheid vanwege het winnen van de marathon van Rotterdam in 1992. Met een tijd van 2:29.14 kwam ze als eerste aan op de Coolsingel.
Cunha was in haar actieve tijd aangesloten bij FC Porto. Ze woonde vele jaren in Vila do Conde en ongeveer acht jaar in Povoa de Varzim.

## Titels
- Wereldkampioene 15 km - 1985, 1986
- Ibero Amerikaanse kampioene 1500 m - 1983
- Ibero Amerikaanse kampioene 3000 m - 1983
- Portugees kampioene 1500 m - 1978, 1979, 1980, 1982, 1983, 1984
- Portugees kampioene 3000 m - 1976, 1977, 1978, 1979, 1982, 1983, 1984, 1987
- Portugees kampioene 5000 m - 1982, 1983, 1984, 1985
- Portugees kampioene veldlopen - 1979, 1980, 1983, 1986

## Persoonlijke records
Baan
| Onderdeel | Prestatie | Datum       | Plaats |
| --------- | --------- | ----------- | ------ |
| 800 m     | 2.05,4    | 1982        |        |
| 1000 m    | 2.45,8    | 1982        |        |
| 1500 m    | 4.09,31   | 1983        |        |
| 2000 m    | 5.54,0    | 1984        |        |
| 3000 m    | 8.46,37   | 1984        |        |
| 5000 m    | 15.06,96  | 1985        |        |
| 10.000 m  | 31.29,41  | 5 juli 1996 | Oslo   |

Weg
| Onderdeel      | Prestatie | Datum         | Plaats      |
| -------------- | --------- | ------------- | ----------- |
| halve marathon | 1:09.37   | 19 maart 1989 | New Bedford |
| marathon       | 2:28.11   | 23 april 1989 | Londen      |

## Palmares

### 1500 m
- 1983:  Ibero-Amerikaanse kampioenschappen - 4.15,55
- 1983:  Europacup C in Lissabon - 4.14,14

### 3000 m
- 1977:  Portugese kamp. in Lissabon - 9.44,6
- 1980: 9e WK in Sittard - 9.11,2
- 1982: 10e EK in Athene - 8.55,24
- 1983: 9e WK in Helsinki - 8.50,20
- 1984: 4e in serie OS - 8.46,38
- 1986:  West Athletic Meeting in Barcelona - 8.57,31
- 1987:  Europacup C in Maia - 9.10,14
- 1987:  Portugese kamp. in Lissabon - 9.01,4
- 1990: 4e Memorial Ivo van Damme - 8.53,06
- 1990: 10e in serie EK - 9.06,88

### 5000 m
- 1980:  Portugese kamp. - 16.41,6
- 1982:  Portugese kamp. - 15.35,2
- 1983:  Portugese kamp. - 15.31,7
- 1984:  Lissabon - 15.21,0
- 1984:  Bislett Games - 15.09,07
- 1984:  Parijs - 15.37,66
- 1985:  Portugese kamp. - 15.18,7
- 1985:  Oslo Games - 15.11,82
- 1985:  World Games - 15.06,96
- 1986:  Fanny Blankers-Koen Games - 15.25,59
- 1986:  Ivo van Damme Memorial - 15.32,69
- 1987:  Adriaan Paulen Memorial - 15.24,41

### 10.000 m
- 1983:  IAAF Women's Invitational in Knarvik - 31.52,85
- 1984:  Palio della Quercia in Rovereto - 32.30,91
- 1985:  Bislett Games - 31.35,45
- 1985:  Wereldbeker in Canberra - 32.07,50
- 1986:  Bislett Games - 31.29,41
- 1986: 4e EK - 31.39,35
- 1987:  BNP de Paris - 32.26,81
- 1987: 17e WK - 32.44,42
- 1988:  Vigo - 32.33,9
- 1990:  Meeting Internacional Ciudad de Baracaldo in Bilbao - 32.48,0
- 1990: 9e EK in Split - 32.15,83
- 1991:  Meeting Internactional Barakaldo - 32.41

### 10 km
- 1984:  Nordstrom International in Portland - 32.48
- 1984:  IAAF World Championships in Madrid - 33.04
- 1985:  L'Eggs Mini-Marathon in New York - 32.45
- 1986: 4e L'Eggs Mini-Marathon in New York - 33.16
- 1987:  Sentrumslopet in Oslo - 33.17
- 1987:  Legg's Mini Marathon in New York - 33.11
- 1989:  L'Eggs Mini-Marathon in New York - 32.28
- 1990:  Road to Good Health in Attleboro - 32.27
- 1990:  Orange Classic in Middletown - 32.38
- 1991: 5e Advil Mini-Marathon in New York - 33.26
- 1991:  Orange Classic in Middletown - 32.51

### 15 km
- 1985:  WK in Gateshead - 49.17
- 1986:  WK in Lissabon - 48.31
- 1987: 12e WK in Monte Carlo - 50.04
- 1988:  São Silvestre - 42.12
- 1989:  Cascade Run Off in Portland - 48.44
- 1989:  WK in Rio de Janeiro - 50.06
- 1990:  Cascade Run Off in Portland - 48.19,8
- 1990: 5e WK in Dublin - 50.26,8

### 20 km
- 1986:  Elby's Distance Race in Wheeling - 1:11.24

### halve marathon
- 1979:  halve marathon van Nazarè - 1:26.11
- 1985:  halve marathon van Oslo - 1:11.28
- 1987:  halve marathon van New Bedford - 1:12.05
- 1988:  halve marathon van Pombal - 1:12.50
- 1989:  halve marathon van New Bedford - 1:09.37
- 1992:  halve marathon van Setubal - 1:11.24
- 1996: 4e halve marathon van Nazarè - 1:16.41
- 2001:  halve marathon van Viana do Castelo - 1:21.09

### marathon
- 1988:  marathon van Parijs - 2:34.56
- 1988:  marathon van Tokio - 2:31.26
- 1988: DNS OS
- 1989:  Londen Marathon - 2:28.11
- 1989:  marathon van Tokio - 2:32.37
- 1990:  Chicago Marathon - 2:30.11
- 1991:  marathon van Nagoya - 2:32.12
- 1991: 6e marathon van Tokio - 2:36.29
- 1991: DNF WK
- 1992:  marathon van Rotterdam - 2:29.14
- 1992: DNF OS

### veldlopen
- 1979:  Portuguese kamp. in Figueira da Foz - onbekende tijd
- 1981: 73e WK in Madrid - 15.35
- 1983: 10e WK in Gateshead - 14.06
- 1984: 23e WK in East Rutherford - 16.37
- 1985: 30e WK in Lissabon - onbekende tijd
- 1986: 22e WK in Colombier - 15.35,0
- 1987: 57e WK in Warsaw - 18.02
- 1990: 21e WK in Aix-les-Bains - 20.01
- 1991: 64e WK in Antwerpen - 21.52

- Gemeinsame Normdatei: 1341968634
- World Athletics: 14294850
- Virtual International Authority File: 386146029586135822103